# 波蒂科-圣贝内代托
波蒂科-圣贝内代托（義大利語：Portico e San Benedetto），是意大利费利-切塞纳省的一个市镇。总面积60.57平方公里，人口803人，人口密度13.3人/平方公里（2009年）。ISTAT代码为040031。